# Stazione di San Lazzaro di Savena
Stazione di San Lazzaro di Savena vasútállomás Olaszországban, San Lazzaro di Savena településen.

## Vasútvonalak
Az állomást az alábbi vasútvonalak érintik:
- Bologna–Ancona-vasútvonal

## Kapcsolódó állomások
A vasútállomáshoz az alábbi állomások vannak a legközelebb:
- Stazione di Ozzano dell’Emilia
- Stazione di Bologna San Vitale
- Stazione di Mirandola-Ozzano